# Галдун, Юрий Владимирович
Юрий Владимирович Галду́н (род. 19 мая 1962 года, Павлодар, Казахская ССР) — российский государственный и политический деятель, глава администрации города Белгорода c 26 марта 2019 года по 13 октября 2021 года.

## Биография
Юрий Галдун родился 19 мая 1962 года в городе Павлодар в Казахстане. Переехал в Целиноград, где в 1979 году окончил среднюю школу. В 1985 году окончил Целиноградский инженерно-строительный институт.
В 1999 году Юрий Владимирович переехал в Белгород, где занял должность инженера на Белгородской ТЭЦ. В 2000 году завершил курс обучения в Евразийском университете имени Л. Н. Гумилёва по специальности «Экономика и менеджмент в строительстве», по специальности «инженер-экономист». Работал в Белгороде на руководящих должностях в нескольких организациях.
С декабря 2012 по сентябрь 2013 года работал первым заместителем главы администрации города Белгорода. С октября 2013 года по август 2014 года занимал должность главы администрации Белгородского района. С 2015 года Галдун работал начальником департамента жилищно-коммунального хозяйства Белгородской области.
В январе 2019 года Юрий Галдун назначен исполняющим обязанности главы города Белгород. 26 марта 2019 года в ходе заседания горсовета официально вступил в должность главы администрации Белгорода, за его кандидатуру проголосовали 30 из 34 депутатов. Появление нового мэра для принятия присяги сопровождалось основной музыкальной темой из «Звёздных войн». Видео принятия присяги вызвало большой резонанс в соцсетях, событие осветили крупные российские и зарубежные новостные издания. Событие также попало в обзор новостей развлекательного шоу «Вечерний Ургант».
В октябре 2021 года мэр подал в отставку. Заявление об уходе по собственному желанию было рассмотрено 13 октября на заседании горсовета. В начале февраля 2022 года стало известно, что Юрий Галдун получил должность советника ректора БГТУ имени Шухова. 11 февраля 2022 года Галдун официально сообщил, что на новом месте работы будет выполнять обязанности проректора университета по отраслевому и территориальному развитию.